# Richard Spink Bowles
Richard Spink Bowles, QC (* 16. November 1912 in Winnipeg; † 9. Juli 1988 ebenda) war ein kanadischer Rechtsanwalt. Von 1965 bis 1970 amtierte er als Vizegouverneur der Provinz Manitoba.

## Biografie
Bowles, der Sohn eines Zahnarztes, studierte Recht an der University of Manitoba. Ab 1937 praktizierte er in Winnipeg als Rechtsanwalt und eröffnete dort drei Jahre später eine eigene Kanzlei. Neben seiner beruflichen Tätigkeit engagierte er sich in verschiedenen Organisationen. 1952 wurde er der erste Präsident der Winnipeg Home and School Association, von 1956 bis 1957 war er Vorsitzender der städtischen Kommission für Park- und Freizeitanlagen. Ab 1961 war er Präsident der Anwaltsvereinigung von Manitoba, von 1964 bis 1965 auch Präsident der Rechtsgesellschaft dieser Provinz.
Generalgouverneur Georges Vanier vereidigte Bowles am 1. September 1965 als Vizegouverneur von Manitoba. Dieses repräsentative Amt übte er bis zum 2. September 1970 aus. Nach James Duncan McGregor war er erst der zweite Amtsinhaber, der zuvor kein politisches Amt innegehabt hatte. Sowohl die University of Manitoba als auch die University of Winnipeg zeichneten ihn für seine Verdienste mit der Ehrendoktorwürde aus. Bowles kandidierte ohne Erfolg bei der Unterhauswahl 1972 für die Liberale Partei im Wahlkreis Lisgar.